# Сатан Панонски
Ивица Чуљак (Церић, 4. јун 1960 — 27. јануар 1992), познатији као Сатан Панонски и Кечер II, био је панк музичар, певач, песник и уметник.

## Биографија
Године 1980. постао је певач алтернативног бенда „Погреб икс“, а четири године касније преузео псеудоним „Сатан Панонски“ под којим је објавио три ауторска студијска албума, десетак демо снимака уживо, неколико видео-записа, збирку поезије, те много рецитала и наступа. Био је препознатљив по свом ексцентричном облачењу и самоповређивању на живим наступима, као и мистичном понашању. Упркос псеудониму, Ивица Чуљак није имао никакве везе са сатанизмом. Свој псеудоним је сковао на основу погрдних имена које су му упућивали његови суграђани, згрожени његовом необичном одећом и слободним понашањем. 
Поред музике, Чуљак је био изванредан сликар. Међутим, све његове слике је по изузетној малој цени купио дилер Моксо из Винковаца (Чуљков лични дилер хероина), а препродао је после Италијанима за велике паре.
Био је хомосексуалац, а свог последњег љубавника Славена из Сиња упознао је у болници за ментално оболеле особе.
Чуљак је говорио српско-хрватским језиком и користио је екавски изговор.

## Смрт
Погинуо је 1992. године под неразјашњеним околностима (највероватније у међухрватском окршају), као хрватски војник у Аниној улици, у Винковцима.

## Наслеђе
За тему дипломског рада одабрао га је данас познати српски редитељ Милорад Милинковић. Он је забележио Сатанов наступ у београдском СКЦ-у и гостовање код Флеке на Радију Б92. Филм се завршава кадровима из затворске болнице Поповача.